# Antoine Radigues

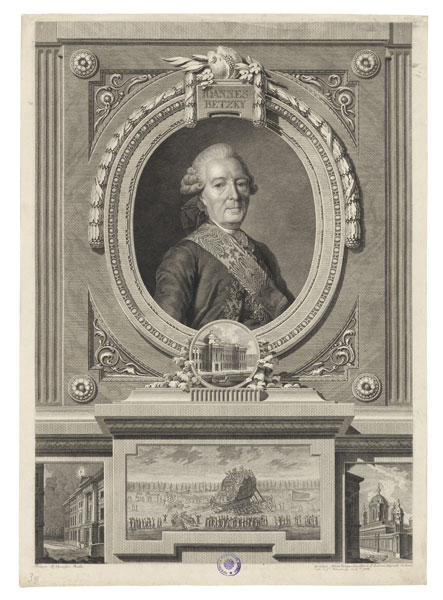
Portrait d'Ivan Betskoy par Antoine Radigues d'après Alexandre Roslin.

Antoine Radigues, né le 7 novembre 1721 à Paris et mort le 20 juillet 1809 à Saint-Pétersbourg, est un graveur français.

## Biographie
Antoine Radigues naît le 7 novembre 1721 à Reims ou à Paris. Il est le fils de Jacques Vivencien Radigues.
Il étudie à Paris, voyage en Hollande, en Angleterre et en Allemagne et, en 1764, arrive à Saint-Pétersbourg où il est invité à enseigner la gravure à l'Académie des sciences et des arts, à la place de G.-F. Schmidt. Il y enseigne de 1765 à 1769.
Son premier travail en Russie est la gravure de 30 représentations des funérailles de l'impératrice Élisabeth Petrovna, sur lesquelles il travaille pendant 3 ans alors que l'artiste a presque perdu la vue, mais par ordre des autorités supérieures, elles n'est pas complètement terminées et ne sont pas publiées. En 1767, il peint le portrait de l'impératrice Catherine II d'après l'original d'Eriksen, le plus ressemblant de tous ceux qui existent. L'année suivante, il est renvoyé de l'Académie des sciences, mais reste à Saint-Pétersbourg jusqu'à la fin de sa vie. De toutes ses œuvres, outre les 30 planches mentionnées ci-dessus, nous en connaissons 30 autres, dont 18 exécutées en Russie; ces dernières ne sont que des portraits. Il doit sa formation initiale à Nikolaï Outkine et à I. Bersenev, mort prématurément. 
Antoine Radigues meurt le 20 juin ou 20 juillet 1809 à Saint-Pétersbourg.